# 창녕 광산서당
창녕 광산서당(昌寧 光山書堂)은 대한민국 경상남도 창녕군 유어면 광산리에 있는, 병자호란(1636) 때 활약한 양훤의 애국심을 기리기 위해 후손들이 세운 서당이다.
1983년 7월 20일 경상남도의 문화재자료 제69호 광산서당으로 지정되었다가, 2018년 12월 20일 현재의 명칭으로 변경되었다.

## 개요
병자호란(1636) 때 활약한 양훤의 애국심을 기리기 위해 후손들이 세운 서당이다.
양훤은 남한산성을 포위한 청나라 군사를 무찌르기 위해 창녕 일대의 의병을 모아 싸웠다.
광산서당은 기록에 따르면 1935년에 세운 것으로 전한다. 이곳은 후학을 가르치기도 했으며, 책을 보관하는 서고(書庫)까지 갖추고 있다.

## 같이 보기
- 양훤

## 참고 문헌
- 창녕 광산서당 - 국가유산청 국가유산포털